# Tony Mark
Tony Mark, de son vrai nom Anthony Mark, est un producteur de cinéma et de télévision américain né à New York (État de New York).

## Filmographie

### Cinéma
- 1984 : Footlights and Flatfeet de John Gray
- 1986 : Billy Galvin de John Gray
- 1988 : Zelly and Me de Tina Rathborne
- 1989 : Rooftops de Robert Wise
- 1991 : The Fisher King : Le Roi pêcheur de Terry Gilliam
- 1994 : 8 Seconds de John G. Avildsen
- 1997 : Wanted, recherché mort ou vif de David Hogan
- 2001 : Scary Movie 2 de Keenen Ivory Wayans
- 2003 : Il était une fois au Mexique... Desperado 2 de Robert Rodriguez
- 2006 : Les oubliées de Juarez de Gregory Nava
- 2006 : Ultraviolet de Kurt Wimmer
- 2008 : Démineurs de Kathryn Bigelow
- 2023 : Silent Night de John Woo

### Télévision
- 1982 : American Playhouse (Série)
- 1987 : Infidelity (téléfilm)
- 1998 : Embrouille à Poodle Springs (Poodle Springs) de Bob Rafelson (téléfilm)
- 1999 : Earthly Possessions (téléfilm)
- 1999 : Témoin sous contrôle (téléfilm)
- 1999 : Vendetta (téléfilm)
- 2000 : Jackie Bouvier Kennedy Onassis (téléfilm)
- 2001 : The Seventh Stream (téléfilm)
- 2003 : Pancho Villa (téléfilm)
- 2009 : Georgia O'Keeffe (téléfilm)
- 2012 : Code Name Geronimo (téléfilm)
- 2014 : Grumpy Cat's Worst Christmas Ever (téléfilm)
- 2015 : The Last Ship (Série)